# Барон Уэнтворт

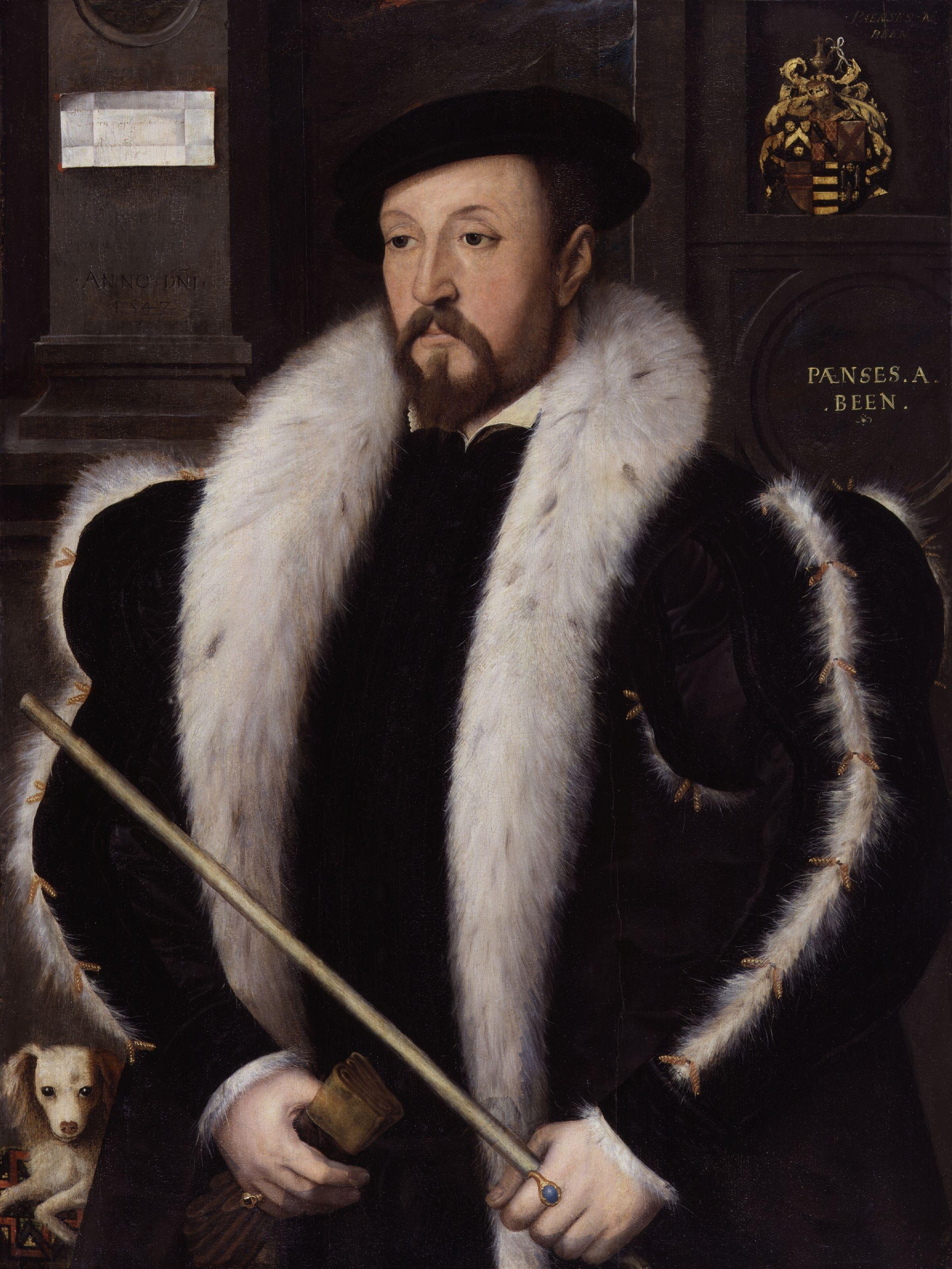
Томас Уэнтворт, 1-й барон Уэнтворт

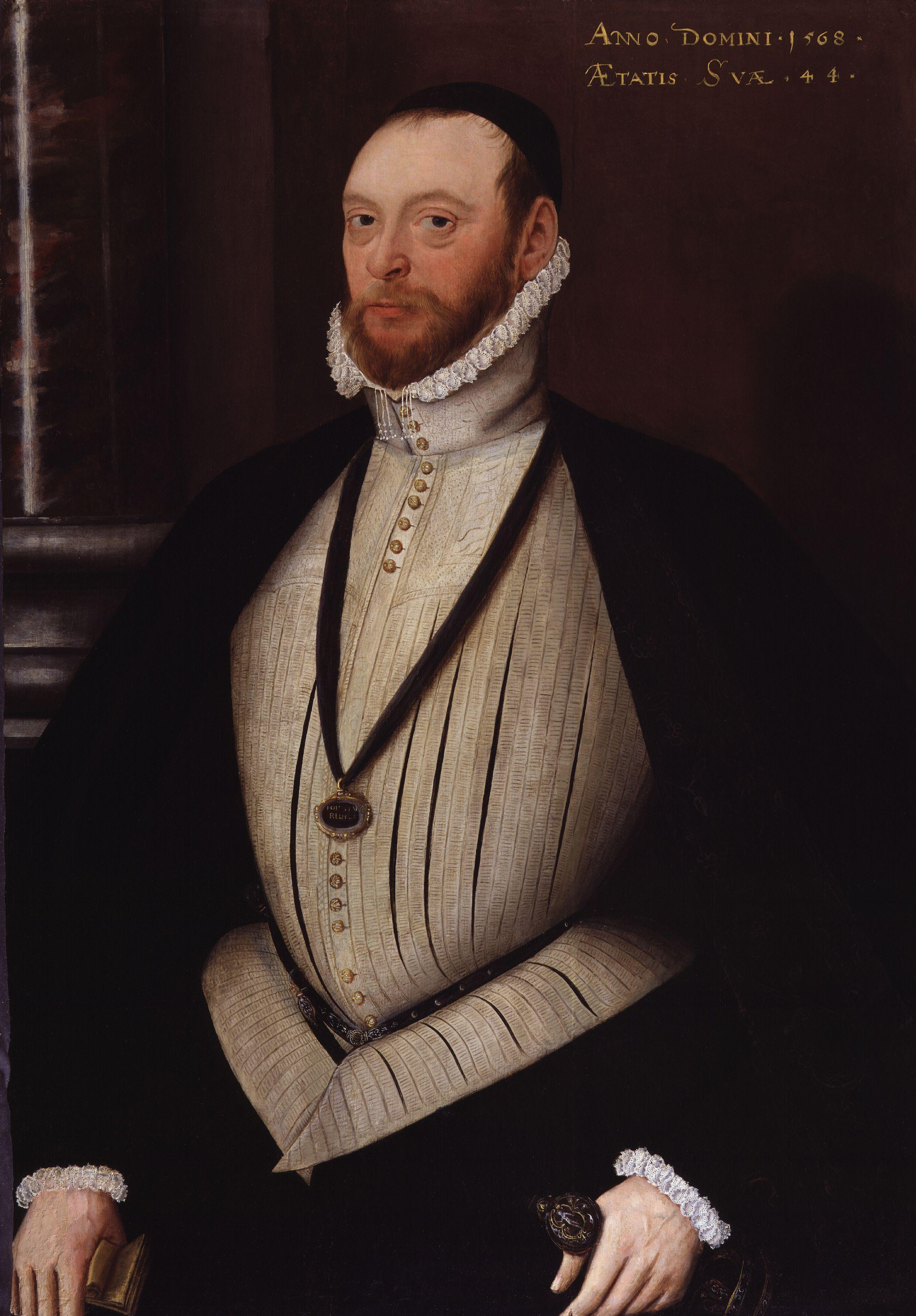
Томас Уэнтворт, 2-й барон Уэнтворт

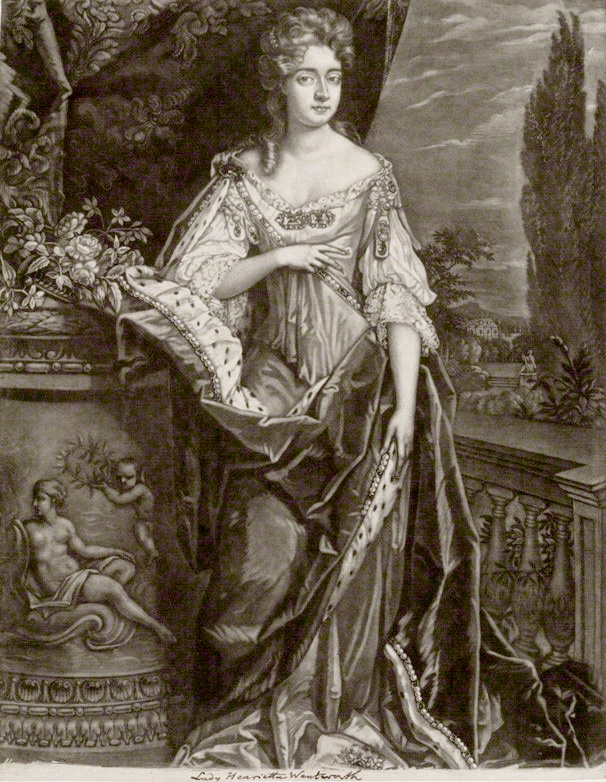
Генриетта Уэнтворт, 6-я баронесса Уэнтворт

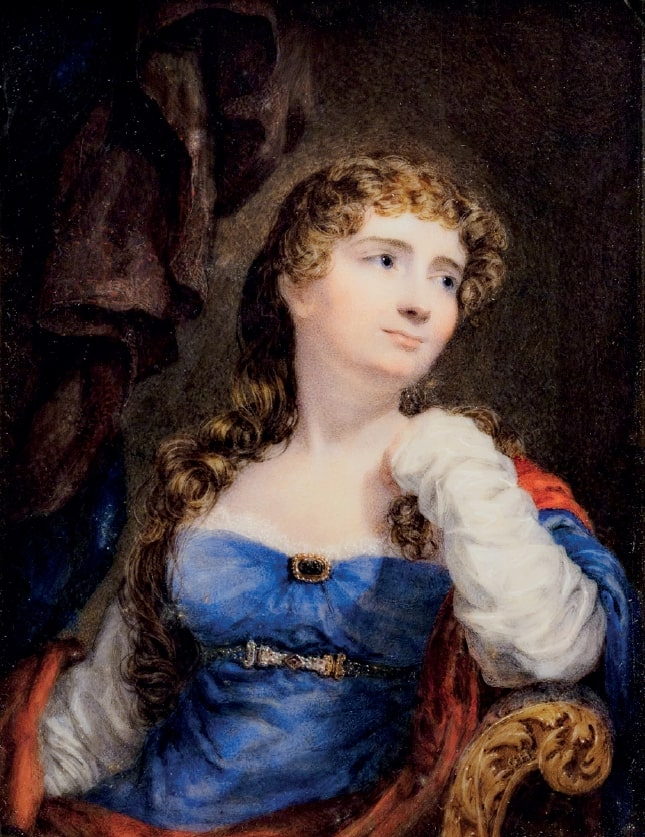
Анна Изабелла Байрон, 11-я баронесса Уэнтворт

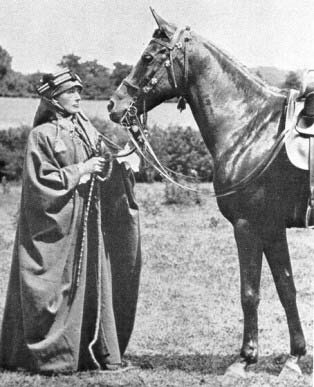
Энн Блант, 15-я баронесса Уэнтворт

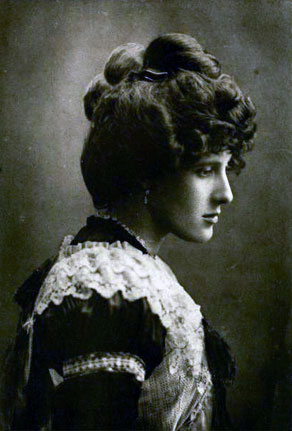
Джудит Блант-Литтон, 16-я баронесса Уэнтворт

Барон Уэнтворт (англ. Baron Wentworth) — наследственный титул в системе Пэрства Англии. Он был создан в 1529 году для Томаса Уэнтворта (1501—1551), который также был де-юре 6-м бароном ле Диспенсер креации 1387 года и лордом-камергером в 1550—1551 годах.

## История

### Семья Уэнтворт
Томас Уэнтворт получил титул барона Уэнтворта 2 декабря 1529 года. Его преемником стал его сын и тёзка, Томас Уэнтворт, 2-й барон Уэнтворт (1525—1584). Он представлял Саффалк в Палате общин и служил в качестве заместителя губернатора Кале. Его внук, Томас Уэнтворт, 4-й барон Уэнтворт (1591—1667), в 1626 году получил титул графа Кливленда (Пэрство Англии). Позже он стал видным командиром роялистов в Гражданской войне в Англии. Томас Уэнтворт служил лордом-лейтенантом Бедфордшира (1627—1667) и капитаном почётного корпуса джентльменов (1660—1667). В 1667 году после смерти последнего титул графа Кливленда прервался.
Его сын, Томас Уэнтворт (1612—1665), был вызван в Палату лордов в 1640 году в качестве барона Уэнтворта (и считается 5-м бароном). В 1640 году он заседал в Палате общин от Бедфордшира. Также он был военачальником роялистов в Гражданской войне в Англии. Тем не менее, он скончался при жизни своего отца. В 1667 году баронство унаследовала Генриетта Мария Уэнтворт (1660—1686), дочь 5-го барона и внучка 6-го барона. Она умерла, не оставив потомства.

### Семьи Лавлейс и Джонсон
6-я баронесса Уэнтворт скончалась в возрасте 25 лет, и ей наследовала её тетя Энн Лавлейс, 7-я баронесса Уэнтворт (1623—1697). Она была женой Джона Лавлейса, 2-го барона Лавлейса (1616—1670). После её смерти в 1697 года баронство перешло к её внучке, Марте Джонсон, 8-й баронессе Уэнтворт (1667—1745). В 1702 году она была официально признана в качестве баронессы Уэнтворт.

### Семья Ноэль
Преемником 8-й баронессы стал её родственник, сэр Эдвард Ноэль, 6-й баронет из Киркби Мэлори (1715—1774), который стал 9-м бароном Уэнтвортом. Он был наследником достопочтенной Маргарет Ноэль, дочери 7-й баронессы Уэнтворт. В 1762 году для него был создан титул виконта Уэнтворта из Уиллесборо в графстве Лестершир (Пэрство Великобритании). Его преемником стал его сын, Томас Ноэль, 2-й виконт Уэнтворт (1745—1815). Он непродолжительное время представлял Лестершир в парламенте (1774), прежде чем стал преемником своего отца в звании виконта. Лорд Уэнтворт не имел законных детей, поэтому после его смерти титулы виконта и барона никому не передавались до появления законных претендентов.
В 1856 году баронский титул был передан Анне Изабелле Байрон, вдовствующей баронессе Байрон (1792—1860), которая стала 11-й баронессой Уэнтворт. Она была дочерью достопочтенной Джудит Ноэль, дочери первого виконта Уэнтворта, и её мужа, сэра Ральфа Милбэнка, 6-го баронета (ум. 1825), и вдовой известного поэта Джорджа Гордона Байрона, 6-го барона Байрона. Лорд и леди Байрон в 1822 году получили королевское разрешение на фамилию «Ноэль». Тем не менее, она никогда не использовала титул баронессы Уэнтворт, продолжая именоваться «леди Байрон».

### Семья Кинг-Ноэль
Энн Байрон наследовал её внук, Байрон Кинг-Ноэль, виконт Оккам (1836—1862). который стал 12-м бароном Уэнтвортом. Он был старшим сыном Ады Кинг, графини Лавлейс (1815—1852), дочери лорда и леди Байрон, и её мужа, Уильяма Кинг-Ноэля, 1-го графа Лавлейса (1805—1893). Байрон Кинг-Ноэль не был женат и умер бездетным в 1862 году в возрасте двадцати шести лет, а баронство унаследовал его младший брат, Ральф Кинг-Милбэнк, 13-й барон Уэнтворт (1839—1906). В 1893 году он стал преемником своего отца в качестве второго графа Лавлейса. После его смерти в 1906 году титулы графа и барона были разделены. Графство получил его сводный брат, Лайонелл Фортескью Кинг, 3-й граф Лавлейс (1865—1929), в то время как баронство было унаследовано его дочерью и единственным ребёнком, леди Адой Кинг-Милбэнк (1871—1917), которая стала 14-й баронессой Уэнтворт.

### Семьи Блант и Литтон
14-я баронесса Уэнтворт не была замужем, и ей наследовала её тетя, леди Энн Блант, 15-я баронесса Уэнтворт (1837—1917). Она была женой поэта Уилфрида Скоэна Бланта (1840—1922). Её сменила её единственная дочь, Джудит Блант-Литтон, 16-я баронесса Уэнтворт (1873—1957). Она вышла замуж за достопочтенного Невилла Бульвер-Литтона (1879—1951), младшего сына Роберта Бульвера-Литтона, 1-го графа Литтона (1831—1891). В 1947 году он стал преемником своего старшего брата в качестве третьего графа Литтона. Лорду Литтон и леди Уэнтворт, соответственно, в 1951 и 1957 годах, наследовал их сын, Ноэль Литтон, 4-й граф Литтон (1900—1985). С 1957 года титул барона Уэнтворт стал вспомогательным титулом графов Литтон.
По состоянию на 2024 год носителем титулов являлся старший сын последнего, Джон Питер Майкл Скоэн Литтон, 5-й граф Литтон, 17-й барон Уэнтворт (род. 1950), который стал преемником своего отца в 1985 году.

## Бароны Уэнтворт (1529)
- 1529—1551: Томас Уэнтворт, 1-й барон Уэнтворт (1501 — 3 марта 1551), старший сын сэра Ричарда Уэнтворта, де-юре 5-го барона ле Диспенсера (ок. 1458—1528)[1];
- 1551—1584: Томас Уэнтворт, 2-й барон Уэнтворт (1525 — 13 января 1584), старший сын предыдущего[2];
- 1584—1593: Генри Уэнтворт, 3-й барон Уэнтворт (1558 — 16 августа 1593), второй сын предыдущего[3];
- 1593—1667: Томас Уэнтворт, 4-й барон Уэнтворт (1591 — 25 марта 1667), старший сын предыдущего, граф Кливленд с 1626 года[4].

## Графы Кливленд (1626)
- 1626—1667: Томас Уэнтворт, 1-й граф Кливленд, 4-й барон Уэнтворт (1591 — 25 марта 1667), старший сын Генри Уэнтворта, 3-го барона Уэнтворта[4].

## Бароны Уэнтворт (продолжение креации 1529 года)
- 1640—1665: Томас Уэнтворт, 5-й барон Уэнтворт (крещен 2 февраля 1612 — 1 марта 1665), старший сын Томаса Уэнтворта, 1-го графа Кливленда[5];
- 1667—1686: Генриетта Уэнтворт, 6-я баронесса Уэнтворт (11 августа 1660 — 23 апреля 1686), единственная дочь предыдущего[6];
- 1686—1697: Энн Лавлейс, 7-я баронесса Уэнтворт (29 июля 1623 — 7 мая 1697), дочь Томаса Уэнтворта, 1-го графа Кливленда, от первого брака. С 1638 года жена Джона Лавлейса, 2-го барона Лавлейса (ум. 1670)[7];
- 1697—1745: Марта Джонсон, 8-я баронесса Уэнтворт (1667 — 18 июля 1745), единственная дочь Джона Лавлейса, 3-го барона Лавлейса (ок. 1640—1693), внучка предыдущей. С 1692/1693 года жена сэра Генри Джонсона (ум. 1719)[8];
- 1745—1774: Эдвард Ноэль, 9-й барон Уэнтворт (30 августа 1715 — 31 октября 1774), сын сэра Клобери Ноэля, 5-го баронета (1695—1733), виконт Уэнтворт с 1762 года[9].

## Виконты Уэнтворт (1762)
- 1762—1774: Эдвард Ноэль, 1-й виконт Уэнтворт, 9-й барон Уэнтворт (30 августа 1715 — 31 октября 1774), сын сэра Клобери Ноэля, 5-го баронета (1695—1733), внук сэра Джона Ноэля, 4-го баронета (1668—1697), правнук сэра Уильяма Ноэля, 2-го баронета (ок. 1642—1675), и достопочтенной Маргарет Лавлейс (ок. 1644—1671), дочери Джона Лавлейса, 2-го барона Лавлейса, и Энн Уэнтворт, 7-й баронессы Уэнтворт (1623—1697)[9];
- 1774—1815: Томас Ноэль, 2-й виконт Уэнтворт, 10-й барон Уэнтворт (18 ноября 1745 — 17 апреля 1815), единственный сын предыдущего. С 1815 года титул виконта Уэнтворта прервался, а титул барона Уэнтворта попал в состояние ожидания[10].

## Бароны Уэнтворт (продолжение креации 1529 года)
- 1856—1860: Энн Изабелла Ноэль Байрон, 11-я баронесса Уэнтворт и баронесса Байрон (17 мая 1792 — 16 мая 1860), единственная дочь сэра Ральфа Милбэнка, 6-го баронета (ум. 1825), и достопочтенной Джудит Ноэль, сестры Томаса Ноэля, виконта Уэнтворта[11];
- 1860—1862: Байрон Кинг-Ноэль, 12-й барон Уэнтворт (12 мая 1836 — 1 сентября 1862), старший сын Уильяма Кинга-Ноэля, 1-го графа Лавлейса (1805—1893) и Ады Лавлейс (1815—1852)[12];
- 1862—1906: Ральф Гордон Кинг-Милбэнк, 2-й граф Лавлейс, 13-й барон Уэнтворт (2 июля 1839 — 28 августа 1906), младший брат предыдущего, второй сын Уильяма Кинга-Ноэля, 1-го графа Лавлейса[13];
- 1906—1917: Ада Мэри Кинг-Милбэнк, 14-я баронесса Уэнтворт (26 февраля 1871 — 18 июня 1917), единственная дочь предыдущего[14];
- 1917—1917: Энн Изабелла Ноэль Блант, 15-я баронесса Уэнтворт (22 сентября 1837 — 15 декабря 1917), дочь Уильяма Кинга, 1-го графа Лавлейса (1805—1893), и Августы Ады Кинг (1815—1852). Супруга с 1869 года Уилфрида Скоэна Бланта (1840—1922)[15];
- 1917—1957: Джудит Энн Блант Доротея-Литтон, 16-я баронесса Уэнтворт (6 февраля 1873 — 8 августа 1957), единственная дочь предыдущей. С 1899 года жена Невилла Бульвера-Литтона, 3-го графа Литтона (1879—1951)[16];
- 1957—1985: Подполковник Ноэль Энтони Скоэн Литтон, 4-й граф Литтон, 17-й барон Уэнтворт (7 апреля 1900 — 18 января 1985), единственный сын предыдущей[17];
- 1985 — настоящее время: Джон Питер Майкл Скоэн Литтон, 5-й граф Литтон, 18-й барон Уэнтворт (род. 7 июня 1950), старший сын предыдущего[18];
  - Наследник титула: Филипп Энтони Скоэн Литтон, виконт Небуорт (род. 7 марта 1989), старший сын предыдущего[19].

## Генеалогия
Томас Уэнтворт, 
1-й барон Уэнтворт
1501-1551
Томас Уэнтворт,
2-й барон Уэнтворт
1525–1584
Генри Уэнтворт,
3-й барон Уэнтворт
1558–1593
Томас Уэнтворт,
4-й барон Уэнтворт
1591–1667
Томас Уэнтворт,
5-й барон Уэнтворт
1612–1665
Энн Лавлейс,
7-я баронесса Уэнтворт
1623–1697
Генриетта Уэнтворт,
6-я баронесса Уэнтворт
1660–1686
Джон Лавлейс,
3-й барон Лавлейс
ок. 1640–1693
Достопочтенная Маргарет Ноэль
Марта Джонсон,
8-я баронесса Уэнтворт
1667–1745
Сэр Джон Ноэль, 
4-й баронет
1668-1697
Сэр Клобери Ноэль, 
5-й баронет
1695-1733
Эдвард Ноэль,
9-й барон Уэнтворт
1715–1774
Томас Ноэль,
10-й барон Уэнтворт
1745–1815
Достопочтенная Джудит Ноэль
1751-1825
Энн Ноэль-Байрон,
11-я баронесса Уэнтворт
1792-1860
Ада Кинг,
графиня Лавлейс
1815-1852
Байрон Кинг-Ноэль,
12-й барон Уэнтворт
1836-1862
Ральф Кинг-Милбэнк,
13-й барон Уэнтворт
1839-1906
Энн Блант,
15-я баронесса Уэнтворт
1837-1917
Ада Кинг-Милбэнк,
14-я баронесса Уэнтворт
1871-1917
Джудит Блант-Литтон,
16-я баронесса Уэнтворт
1873-1957
Ноэль Литтон,
17-й барон Уэнтворт
1900-1985
Джон Литтон,
18-й барон Уэнтворт
b. 1950